# Atari Corporation
Az Atari Corporation amerikai számítógép- és videójátékkonzol-gyártó cég volt 1984. és 1996. között. Az Atari Corporationt 1984 júliusában alapították, amikor a Warner Communications eladta az Atari, Inc. otthoni számítógépes és játékkonzolos divízióját Jack Tramielnek. A vállalat fontosabb termékei közé tartozik az Atari ST, az Atari XE, az Atari 7800, az Atari Lynx és az Atari Jaguar.
A cég 1996-ban beolvadt a JTS Inc.-be, majd annak divíziója lett, amit 1998-ban bezártak miután a JTS eladta a szellemi jogtulajdonait a Hasbro Interactive-nak.

## Története
A vállalatot Jack Tramiel, a Commodore International alapítója alapította nem sokkal az után, hogy 1984 januárjában felmondott a Commodore-nál. A cég neve eredetileg Tramel Technology, Ltd. (TTL), míg célja a következő generációs otthoni számítógépek tervezése és forgalmazása volt. 1984. július 1-jén a TTL felvásárolta az Atari, Inc. fogyasztói termékekekkel foglalkozó divízióját a Warner Communicationstől, majd a TTL Atari Corporationre cserélte a nevét. A Warner az új cégből 240 millió dollárt érő részvényért vált meg a vállalattól.
Tramiel az Atari, Inc. a Warner vezetése alatt termelt hatalmas veszteségeinek visszafogása érdekében bezárta a vállalat 80 belföldi fíóküzletének jelentős hányadát, elbocsátotta azok alkalmazottait és felszámolta azok tulajdonait. Tramiel vezetése alatt az Atari a fennmaradt játékkonzol-állományával tartotta fenn magát a 16 bites Atari ST számítógép elkészültéig. 1985-ben felfrissítették a 8 bites Atari XE, illetve a 16 bites Atari ST számítógép-termékvonalukat. 1986-ban az Atari Corporation kettő, még a Warner irányítása alatt tervezett konzolt is megjelentetett: az Atari 2600 Jr-t és az Atari 7800-at, habár utóbbi kis példányszámban már 1984-ben piacra került. Az Atari Corporation a pénzügyi visszaesés után ismét növekedésnek indult; 1986-ban 25 millió amerikai dolláros profitot termelt. Az Atari ST vonal sikeresnek bizonyult, még a gyenge észak-amerikai eladások ellenére is, főképp az erős európai teljesítményének hála; összesen több mint 5 millió példányt adtak el belőle. A beépített MIDI-csatlakozóinak hála a zenészek körében rendkívül népszerű volt. Mindezek ellenére a legfőbb riválisának számító Commodore Amigából 3–2 arányban  több példányt adtak el. Az Atari végül egy olcsó IBM-kompatibilis PC-kből álló termékvonalat, illetve Atari Portfolio néven egy MS-DOS kompatibilis kéziszámítógépet is megjelentetett.
Tramiel vezetése alatt az Atari gyenge piaci megítélésben részesült. 1986-ban az ANALOG Computing Atari-magazin rovatírója szerint az Atari vállalati vezetői Tramiel „fillereskedését és makacs alkudozását követik, alkalmanként akár minden más rovására”, ami gyenge vevőszolgálathoz és dokumentációhoz, valamint olyan kitűzött megjelenései dátumokhoz vezet, melyek „talán nem teljesen igazak…  Hamarosan már egyetlen szavukat sem lehet elhinni.” Összegzésként kiemelte, hogy „Úgy érzem, a nem Atari-felhasználók közötti kialakult benyomásnak hála az Atari Corp.-nak jobb rajtja volt”. A vállalat ezek ellenére sokkal nyitottabb volt a sajtó felé mint az elődje, az Atari Inc., ami nem adta át előre az Anticnek a sajtótájékoztatók anyagát, de a magazin címlapján megjelenő „Atari” szót is el akarták távolíttatni.
Az Atari 1987. augusztus 23-án megegyezett a Federated Group 67,3 millió amerikai dolláros áron történő felvásárlásról. Az Atari 1987. október 4-én befejezte a vállalat felvásárlását és átvette annak üzleteinek teljes körű irányítását. A Federated a mindennapi műveleteivel 1987 utolsó negyedévben 6,4 millió dollár veszteséget termelt. Egy 1988. február 15-én befejezett akvizíció utáni audit során 43 millió amerikai dollárra korrigálták a Federated mérlegét, ami így sokkal kevesebb volt mint amire az Atari számított. A felvásárlás nettó értéke ezzel 33 millió amerikai dollárra csökkent. Az Atari pénzügyi igazgatója később megjegyezte, hogy ha erről korábban tudtak volna, akkor sosem került volna sor az üzletre. A Federated működési veszteségei tovább nőttek; az Atari vezetése alatti első évében, 1988-ban 67 millió amerikai dollárt is meghaladták. Az FBI 1988 májusában vizsgálatot indított az Atari ellen japán DRAM-chipek importálása és viszonteladása ügyében, amivel „megszegték az amerikai importtörvényeket és az importmegállapodásokat”. 1989 márciusában az Atari bejelentette, hogy a Federatedet megszűnt tevékenységként kezeli, mivel az további 124 millió amerikai dollárnyi veszteséget termelt. A Federatedet 1989-ben eladták a Silónak.
1988-ban ugyan Stewart Alsop II szerint az Atari egyike volt azon cégeknek, amiket az Apple Inc., az IBM/Microsoft és egyéb vállalatok „már most kiütöttek” GUI-piacról, azonban az Atari 452 millió dollárral rekordbevételt termelt.
Az Atari 1989-ben pozitív kritikai fogadtatás mellett megjelentette a Lynx kézikonzolt. Az alkatrészek hiánya miatt a konzolt nem lehetett széles körben piacra helyezni az 1989-es karácsonyi szezonra; így a Lynx elvesztette a piaci részesedését a Nintendo gyengébb technikai szintet képviselő, azonban széles körben elérhető Game Boyával szemben.
Ahogy az Atari számítógépeinek eladásai megcsappantak, úgy kerültek vissza a videójátékok a cég tevékenységének középpontjába. Az Atari 1993-ban Jaguar néven megjelentette az utolsó konzolját. A Jaguar volt az első ötödik generációs játékkonzol, azonban elsősorban a minőségben és mennyiségben is gyenge játéktárának köszönhetően a korosodó negyedik generációs konzolokkal, illetve az élettartamának későbbi szakaszában a Sega Saturnnal és Sony PlayStationnel sem tudta hatékonyan felvenni a versenyt.
Az Atari az 1995-ös üzleti évben 49,6 millió amerikai dolláros veszteséget termelt, melyből csak a negyedik negyedév 27,7 millió dollárt tett ki. Az Atari 1996 januárjában a veszteségek visszaszorításának reményében bejelentette, hogy Atari Interactive néven új leányvállalatot alapított, amely számítógépes játékok kiadásával fog foglalkozni. Az Atari ennek ellenére néhány hónap múlva a Jaguarba és a számítógépes szoftverekbe vetett hitéről is lemondott.

### Bukása és utóélete
1996 januárjára több sikeres peres eljárást és jövedelmező befektetést követően több millió dollár volt a cég tőkéje, azonban a Jaguar kereskedelmi bukása miatt nem volt egyetlen értékesíthető terméke sem. Ezek mellett a Tramiel család is ki akart szállni a vállalatból. Ennek eredményeként a cég tulajdonosi köre gyors iramban változott. Az Atari Corporation 1996. április 6-án beleegyezett, hogy egy fordított összeolvadás képében egyesüljön a JTS Inc. merevlemezgyártóval, ezzel létrehozva a JTS Corporationt. Az egyesülés július 30-ra teljesült. Az új cégben az Atari tevékenysége elsősorban az Atari-tulajdonok kezelésére korlátozódott, az Atari legtöbb alkalmazottját elbocsátották, a megmaradt néhány fő a JTS székhelyén kapott helyet.
A JTS Corporation 1998. március 13-án 5 millió amerikai dollárért, a Warner Communications által 22 évvel korábban fizetett összeg kevesebb mint ötödéért, eladta az Atari nevet és annak összes tulajdonát a HIAC XI, Corporationnek, a Hasbro Interactive teljes tulajdonú leányvállalatának. A üzlet elsősorban a márkanév és a szellemi jogtulajdonok köré összpontosult, melyek a Hasbro Atari Interactive nevű divíziójának tulajdonai lettek, azonban a Jaguar jogait 1999. május 14-én közkincscsé nyilvánították. Az Infogrames Entertainment SA 2001. január 29-én felvásárolta a Hasbro Interactive-ot és ezzel az összes Atari Interactive-ot is, majd átnevezte magát Infogrames Interactive-ra. A cég 2003-ban a Hasbro által alapított Atari Interactive-val való egyesülés után felvette az Atari Interactive nevet. A cég tulajdonában és kezelésében áll és összes Atari-márkajegy, az Atari SA-n keresztül, illetve az új és az Atari-tulajdonokon alapuló videójátékokat if fejleszt.

## Termékei
- Atari ST (1985)
  - Atari STacy (1989)
  - Atari TT030 (1990)
  - Atari MEGA STE (1991)
  - ST BOOK (1991)
  - Atari Falcon (1992)
- Atari XE sorozat (1985)
  - Atari XEGS (1987)
- Atari 7800 (1986)
- Atari 2600 Jr. (1986)

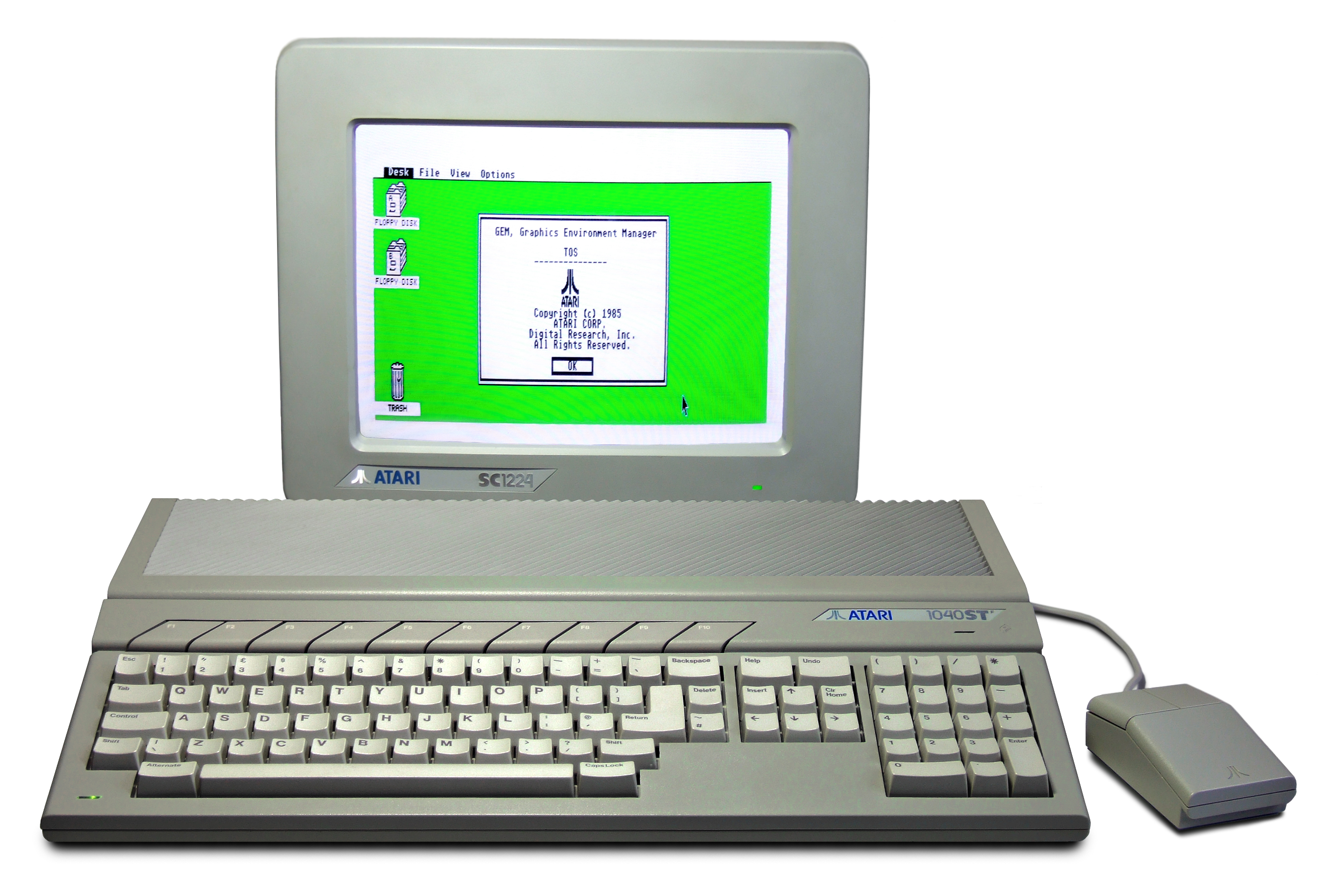
Atari ST

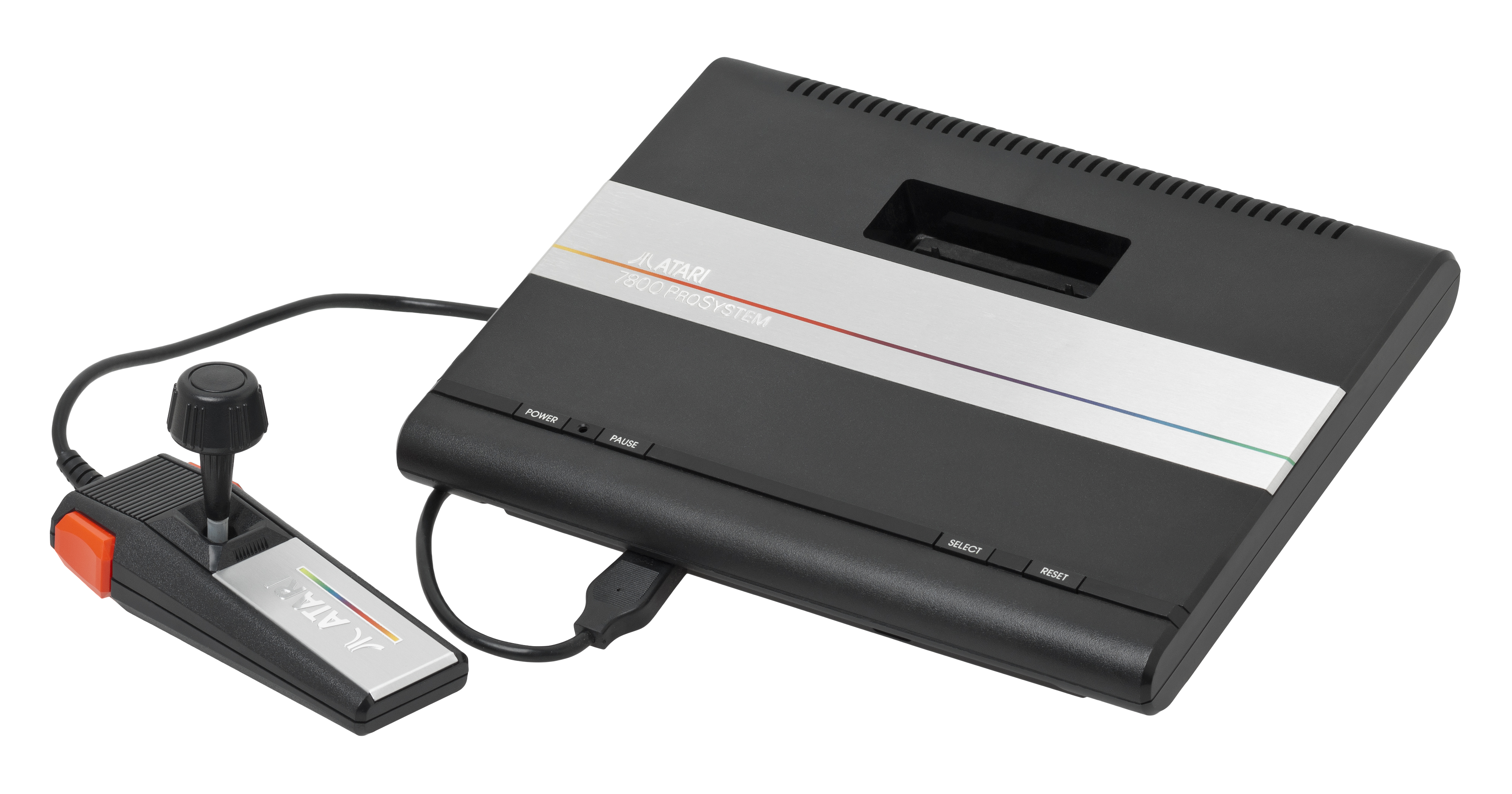
Atari 7800

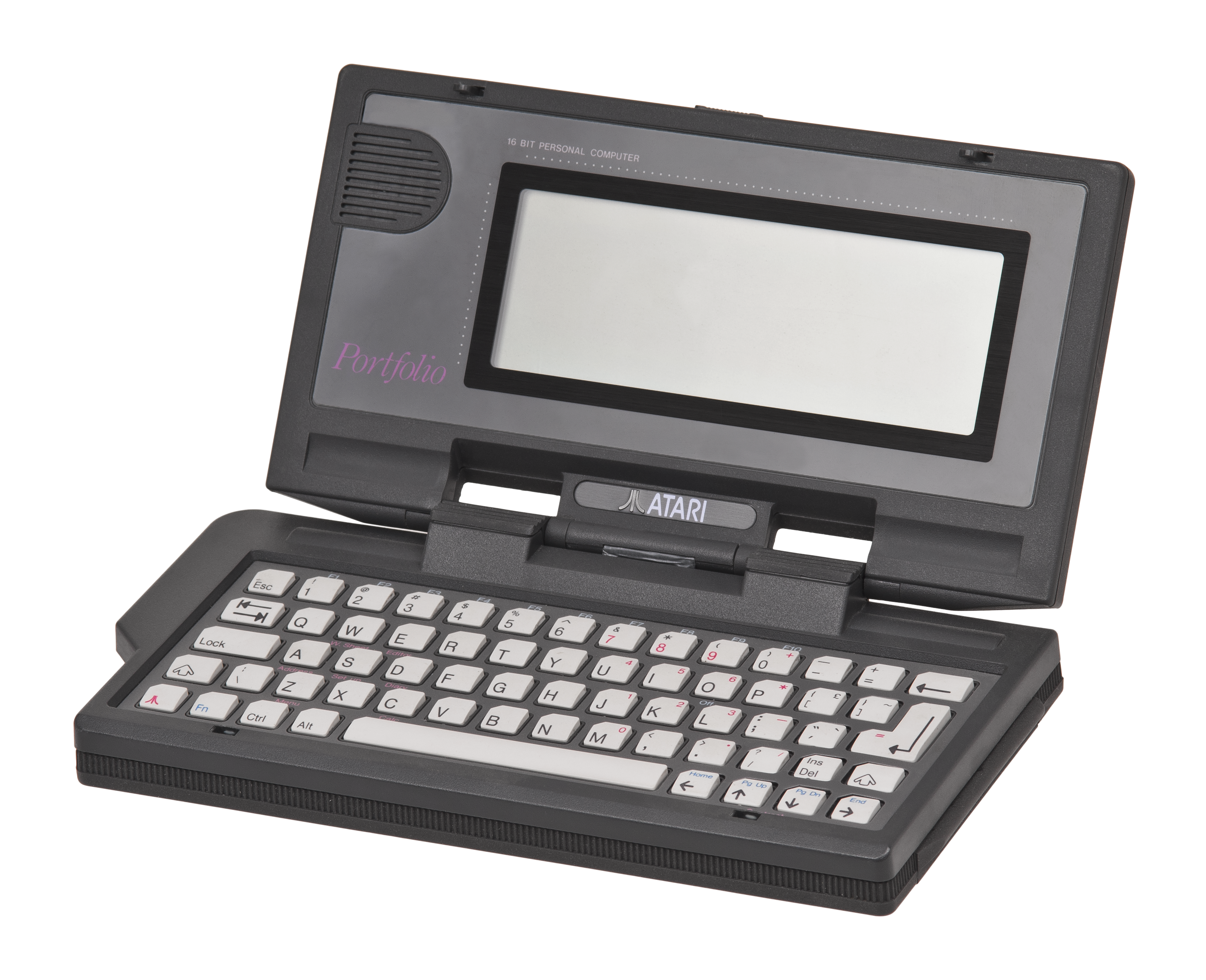
Atari Portfolio

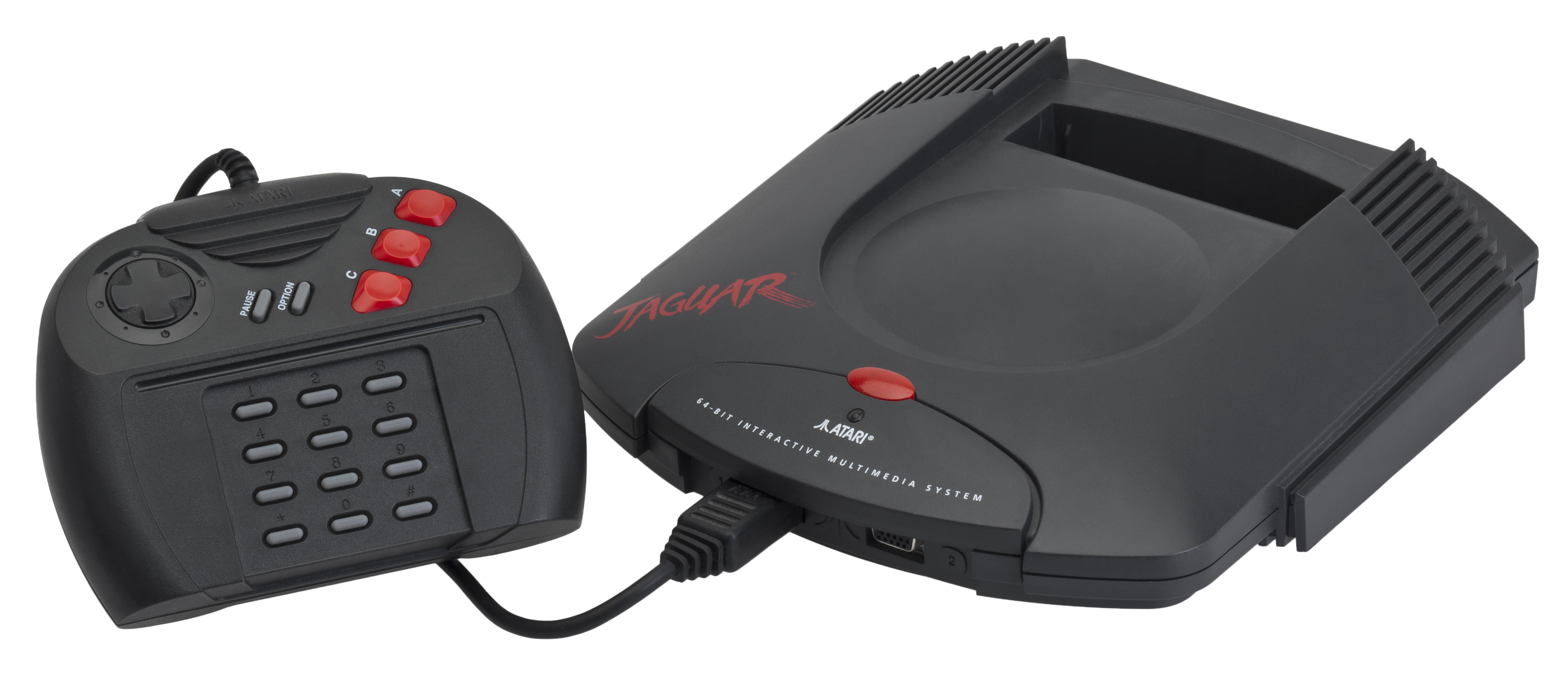
Atari Jaguar

- Atari Transputer Workstation (1989)
- Atari Portfolio (1989)
- Atari Lynx (1989)
- Atari Panther (nem került forgalomba)
- Atari Jaguar (1993)
  - Atari Jaguar CD (1995)

## Fordítás
- Ez a szócikk részben vagy egészben  az   Atari Corporation című angol Wikipédia-szócikk ezen változatának fordításán alapul.  Az eredeti cikk szerkesztőit annak laptörténete sorolja fel. Ez a jelzés csupán a megfogalmazás eredetét és a szerzői jogokat jelzi, nem szolgál a cikkben szereplő információk forrásmegjelöléseként.